# Кавельмахер, Вольфганг Вольфгангович
Во́льфганг Во́льфгангович Ка́вельмахер (нем. Wolfgang Kawelmacher; в России использовался вариант ударения Вольфга́нг Вольфга́нгович Кавельма́хер; 22 января 1933, Москва — 29 мая 2004, Мюнхен) — историк древнерусской архитектуры, архитектор-реставратор.

## Биография
Отец, Вольфганг Альфредович Кавельмахер (1901—1988), был арестован в 1934 году и осуждён на 5 лет, после освобождения сослан в Коми АССР. В 1937 году В. В. Кавельмахер был отправлен вместе с матерью Еленой Александровной Кавельмахер (урождённой Колобашкиной, 1903—1992) в ссылку в Воркуту, где жил до начала 1950-х годов. С 1945 года воспитывался отчимом — писателем и правозащитником Моисеем Наумовичем Авербахом. Вернувшись в Москву, окончил Архитектурный институт.
В конце 1950-х работал белокаменщиком, с начала 60-х — архитектором-реставратором, практически весь трудовой путь В. В. Кавельмахера был связан с трестом «Мособлстройреставрация», где он проработал до начала девяностых годов.
В 1970-е годы В. В. Кавельмахер начал использовать свой опыт реставратора-практика в исследованиях по истории древнерусской архитектуры. Его основной специализацией, как и прежде, оставались Москва и Московская область, но в круг его интересов входили памятники и Владимирской (в частности одна из его статей посвящена так называемому Святославову кресту из Георгиевского собора в Юрьеве-Польском), и Тверской, и Рязанской, и Ярославской областей.
Был аттестован Министерством культуры РФ как архитектор-реставратор высшей категории. В 2001 году избран действительным членом Российской академии художественной критики.
После отъезда в Германию в конце 1990-х годов В. В. Кавельмахер вёл исследовательскую работу по связям русской и западноевропейской архитектур.
В 2015 году сын В. В. Кавельмахера Сергей Заграевский привез прах отца из Мюнхена в Россию и перезахоронил его на кладбище села Абрамцево.

## Семья
- Жена — поэтесса Инна Заграевская (род. 1933).
  - Сын — художник Сергей Заграевский (1964—2020).

## Исследования
Наиболее известны фундаментальные исследования В. В. Кавельмахера по истории русских колоколов и колоколен (звонниц), иконостасов и храмов Московского кремля, Троице-Сергиева, Коломны, Звенигорода, Александровской слободы и Юрьева-Польского.
В. В. Кавельмахер был одним из исследователей, которые превратили историю древнерусской архитектуры из умозрительной дисциплины в науку, основывающуюся на археологической, актовой и исторической фактографии.
1. В. В. Кавельмахер. Успенский собор Троице-Сергиевой лавры как аналог московского Успенского собора // Материалы творческого отчета треста «Мособлстройреставрация». — М., 1974. — С. 47-54.
2. Е. Е. Гущина, В. В. Кавельмахер. О первоначальном облике трапезной палаты Троице-Сергиева монастыря // Материалы творческого отчета треста «Мособлстройреставрация». — М., 1979. — С. 26-28.
3. В. В. Кавельмахер. О времени построения Пятницкой церкви на Подоле в г. Загорске // Материалы творческого отчета треста «Мособлстройреставрация». — М., 1979. — С. 35-38.
4. В. В. Кавельмахер. О времени построения Пятницкой церкви на Подоле в г. Загорске // Советская археология. № 2. — М., 1982. — С. 245—250.
5. В. В. Кавельмахер. Об окнах-розетках церкви Введения на Подоле в Загорске // Реставрация и исследования памятников культуры. Вып. 2. — М., 1982. — С. 219—222.
6. В. В. Кавельмахер. Никоновская церковь Троице-Сергиева монастыря: автор и дата постройки // Культура средневековой Москвы. XVII в. — М., 1999. — С. 40-95.
7. В. В. Кавельмахер. Заметки о происхождении «Звенигородского чина» // Древнерусское искусство. Сергий Радонежский и художественная культура Москвы XIV—XV вв. — СПб, 1998. — С. 196—216.
8. В. В. Кавельмахер, М. Б. Чернышев. Керамический декор древнего Борисоглебского собора в Старице // Научные чтения 1980—1981 гг. Государственного исторического музея. — М., 1981. — С. 66.
9. В. В. Кавельмахер, А. А. Молчанов. Новые исследования памятников раннемосковского зодчества в Волоколамске, Можайске и Коломне // Материалы творческого отчета треста «Мособлстройреставрация». — М., 1984. — С. 73-79.
10. В. В. Кавельмахер, С. П. Орловский. Два архитектурных фрагмента из Успенского собора в Коломенском кремле (к вопросу о начале каменного строительства в Коломне) // Материалы творческого отчета треста «Мособлстройреставрация». — М., 1984. — С. 80-87.
11. В. В. Кавельмахер. Никольская церковь в селе Черленкове (неизвестная постройка «осифовских старцев» середины XVI в.) // Материалы творческого отчета треста «Мособлстройреставрация». — М., 1984. — С. 68-72.
12. В. В. Кавельмахер. Неизвестная постройка осифовских старцев середины XVI в. — Никольская церковь в селе Черленкове // Памятники культуры. Новые открытия. 1987. — М., 1988. — С. 416—420.
13. В. В. Кавельмахер. Некоторые вопросы изучения древнейших русских колоколен // Вопросы теории и практики архитектуры и градостроительства. Межвузовский сборник. — М., 1981. — С. 154.
14. В. В. Кавельмахер. Способы колокольного звона и древнерусские колокольни // Колокола: История и современность. — М., 1985. — С. 39-78.
15. В. В. Кавельмахер. Большие благовестники Москвы XVI-первой половины XVII века // Колокола: История и современность. — М., 1993. — С. 75-118.
16. В. В. Кавельмахер, Т. Д. Панова. Остатки белокаменного храма XIV в. на Соборной площади Московского кремля // Культура средневековой Москвы XIV—XVII вв. — М., 1995. — С. 66-83.
17. В. В. Кавельмахер, М. Б. Чернышев. Николай Иванович Оберакер — выдающийся немецкий литейщик, артиллерист и архитектор на русской службе в 1510-е-1530-е годы (к вопросу об авторе «трех стрельниц» Московского Кремля) // Кремли России. Материалы и исследования. Вып. 15. — М., 2003. — С. 117—124.
18. В. В. Кавельмахер. К строительной истории колокольни Иосифо-Волоколамского монастыря // Материалы научно-практической конференции 1986 г. «Архитектурный ансамбль Иосифо-Волоколамского монастыря. Проблемы изучения, реставрации и музеефикации». — М., 1989. — С. 11-15.
19. В. В. Кавельмахер. Фрагмент памятной плиты первой половины XVII в. из Иосифо-Волоколамского монастыря // Памятники культуры. Новые открытия. 1988. — М., 1989. — С. 480—484.
20. В. В. Кавельмахер. Фрагмент памятной плиты первой половины XVII века из Иосифо-Волоколамского монастыря // Материалы научно-практической конференции 1986 г. «Архитектурный ансамбль Иосифо-Волоколамского монастыря. Проблемы изучения, реставрации и музеефикации». — М., 1989. — С. 30-37.
21. В. В. Кавельмахер. Некоторые вопросы изучения архитектуры Благовещенского собора // Уникальному памятнику русской культуры, Благовещенскому собору Московского Кремля 500 лет. Тезисы науч. конф. — М., 1989. — С. 30-33.
22. В. В. Кавельмахер. К вопросу о первоначальном облике Успенского собора Московского Кремля // Архитектурное наследство. Вып. 38. — М., 1995. — С. 214—235.
23. В. В. Кавельмахер. О приделах Архангельского собора // Архангельский собор Московского кремля. — М., 2002. — С. 123—160.
24. А. А. Суханова (статья написана под руководством В. В. Кавельмахера). Подклет Благовещенского собора Московского кремля по данным архитектурных и археологических исследований XX века // Художественные памятники Московского кремля. Материалы и исследования. Вып. 16. — М., 2003. — С. 164—178.
25. В. В. Кавельмахер. К истории постройки именинной церкви Ивана Грозного в селе Дьякове. М., 1990.
26. В. В. Кавельмахер. К истории постройки церкви Иоанна Предтечи в селе Дьякове // Памятники культуры. Новые открытия. Ежегодник 1991 г. — М., 1997. — С. 339—351.
27. В. В. Кавельмахер. Церковь Рождества Христова в с. Юркино // Информационный курьер МОСА. — М., 1990. Октябрь-декабрь. — С. 19-21.
28. В. В. Кавельмахер. К вопросу о времени и обстоятельствах постройки церкви Рождества Христова в Юркине // Памятники культуры. Новые открытия. Ежегодник 1995 г. — М., 1996. — С. 421—436.
29. В. В. Кавельмахер. Памятники архитектуры древней Александровской слободы // Информационный курьер МОСА. — М., 1990. Октябрь-декабрь. — С. 19-21.
30. В. В. Кавельмахер. Новые исследования Распятской колокольни Успенского монастыря в Александрове // Реставрация и архитектурная археология. Новые материалы и исследования. — М., 1991. — С. 110—124.
31. В. В. Кавельмахер. Церковь Троицы на Государевом дворе древней Александровской слободы // Александровская слобода. Материалы научно-практической конференции. — Владимир, 1995. — С. 30-40.
32. В. В. Кавельмахер. Памятники архитектуры древней Александровой слободы. Сборник статей. — Владимир, 1995.
33. В. В. Кавельмахер. Памятники архитектуры древней Александровой слободы // Проблемы изучения древнерусского зодчества (по материалам архитектурно-археологических чтений, посвященных памяти П. А. Раппопорта, 15-19 января 1990 г.). — СПб, 1996, — С. 153—156.
34. В. В. Кавельмахер. Бронзовые двери византийской работы из новгородского Софийского собора. Еще раз о происхождении Тверских врат // Зубовские чтения. Вып. 1. — Владимир, 2002. — С. 58-77.
35. В. В. Кавельмахер. Государев двор в Александровой слободе. Опыт реконструкции // Якоб Ульфельдт. Путешествие в Россию. — М., 2002. — С. 457—487.
36. В. В. Кавельмахер. Краеугольный камень из лапидария Георгиевского собора в Юрьеве-Польском (к вопросу о так называемом Святославовом кресте) // Древнерусское искусство. Русь. Византия. Балканы. XIII век. — СПб, 1997. — С. 185—198.
37. В. В. Кавельмахер. Когда мог быть построен собор Смоленской Одигитрии Новодевичьего монастыря? // Новодевичий монастырь в русской культуре. Материалы научной конференции 1995 г. — М., 1998. — С. 154—177.
38. В. В. Кавельмахер. Воскресенские ворота Китай-города по данным археологических раскопок 1988—1994 гг. // Культура средневековой Москвы. XVII век. — М., 1999. — С. 167—180.
39. В. В. Кавельмахер. Древности Александровой слободы. М., 2008. ISBN 5-94025-101-3.
40. В. В. Кавельмахер. Церковь Преображения в Острове. М., 2009. ISBN 978-594-025-109-5.